# Robliza de Cojos
Robliza de Cojos es un municipio y localidad española de la provincia de Salamanca, en la comunidad autónoma de Castilla y León. Se integra dentro de la comarca del Campo de Salamanca (Campo Charro). Pertenece al partido judicial de Salamanca.
Su término municipal está formado por las localidades de Cojos de Robliza, Robliza de Cojos y San Fernando, ocupa una superficie total de 21,83 km² y según los datos demográficos recogidos por el INE en el año 2017, cuenta con una población de 201 habitantes.

## Geografía
Integrado en la comarca del Campo de Salamanca, se sitúa a 32 kilómetros de la capital provincial. El término municipal está atravesado por la Autovía de Castilla (A-62) entre los pK 269 y 271, además de por la carretera provincial SA-211, que conecta con Matilla de los Caños del Río, y por otras carreteras locales que permiten la comunicación con Tabera de Abajo y Canillas de Abajo.
El relieve del municipio es predominantemente llano, con altitudes que oscilan entre los 840 y los 780 metros. El pueblo se alza a 814 metros sobre el nivel del mar. 
| Noroeste: Aldehuela de la Bóveda       | Norte: Tabera de Abajo y Canillas de Abajo | Noreste: Canillas de Abajo            |
| Oeste: Aldehuela de la Bóveda          |                                            | Este: Calzada de Don Diego            |
| Suroeste: Matilla de los Caños del Río | Sur: Matilla de los Caños del Río          | Sureste: Matilla de los Caños del Río |

## Historia
La fundación de Robliza de Cojos y sus dos pedanías (Cojos de Robliza y San Fernando) se encuadran dentro del proceso de repoblación emprendido en la Edad Media por los reyes de León, quedando integrados en el cuarto de Baños de la jurisdicción de Salamanca, dentro del Reino de León, denominándose entonces Roveriza (Robliza de Cojos), Coxes de Iohan Thome (Cojos de Robliza) y Munno Donno (San Fernando). Con la creación de las actuales provincias en 1833, Robliza de Cojos y Cojos de Robliza, entonces municipios separados, quedaron encuadrados en la provincia de Salamanca, dentro de la Región Leonesa. En torno a 1850 Cojos de Robliza se integró en el municipio de Robliza de Cojos, teniendo en el momento de fusionarse 67 habitantes Cojos y 166 Robliza. Por su importancia histórica, hay que destacar que en septiembre de 1936, en el Campo del Hospicio de la finca de San Fernando, se nombró jefe del Estado al general Franco.

## Geografía humana

### Demografía
Cuenta con una población de 187 habitantes (INE 2024).

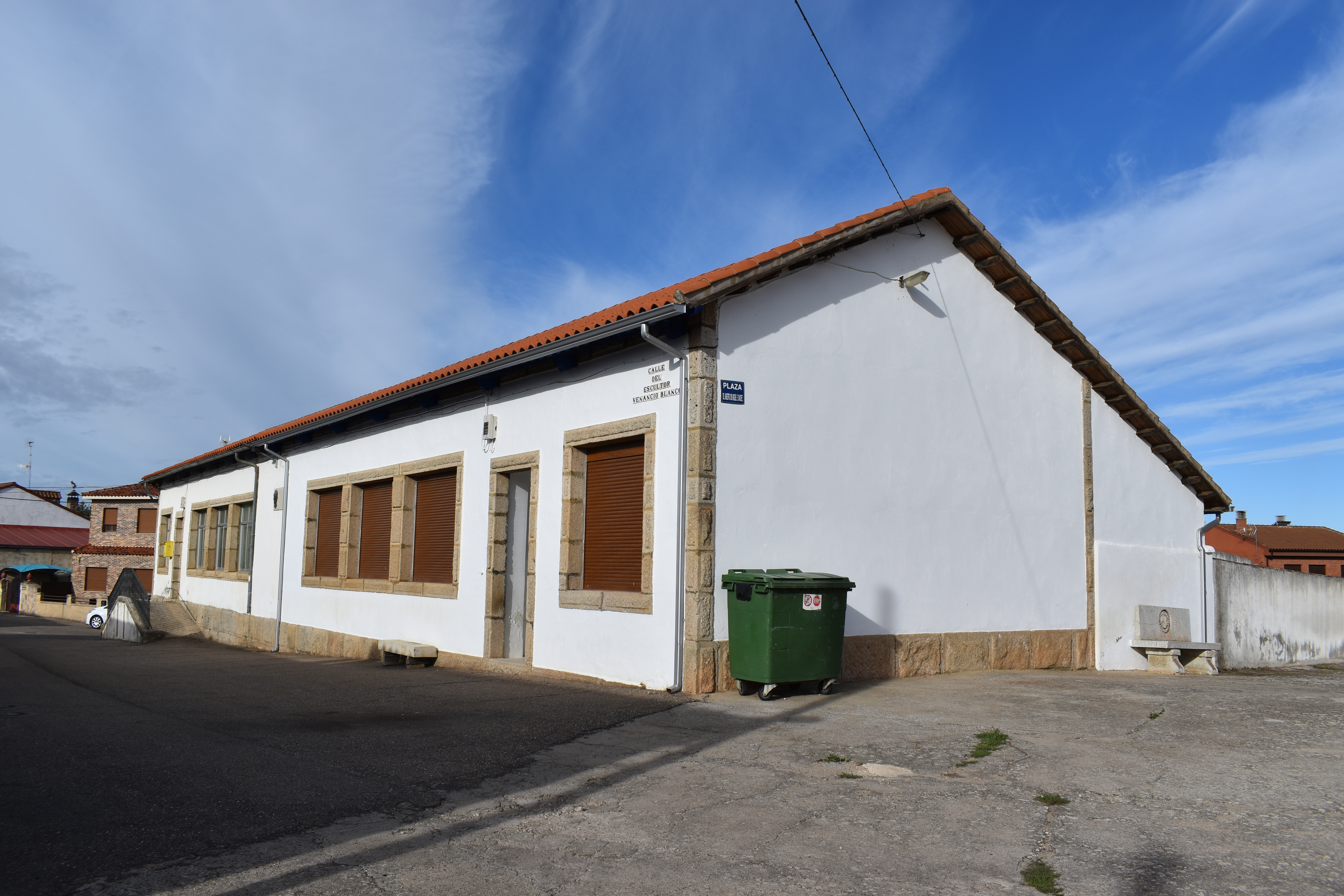
Antiguas escuelas

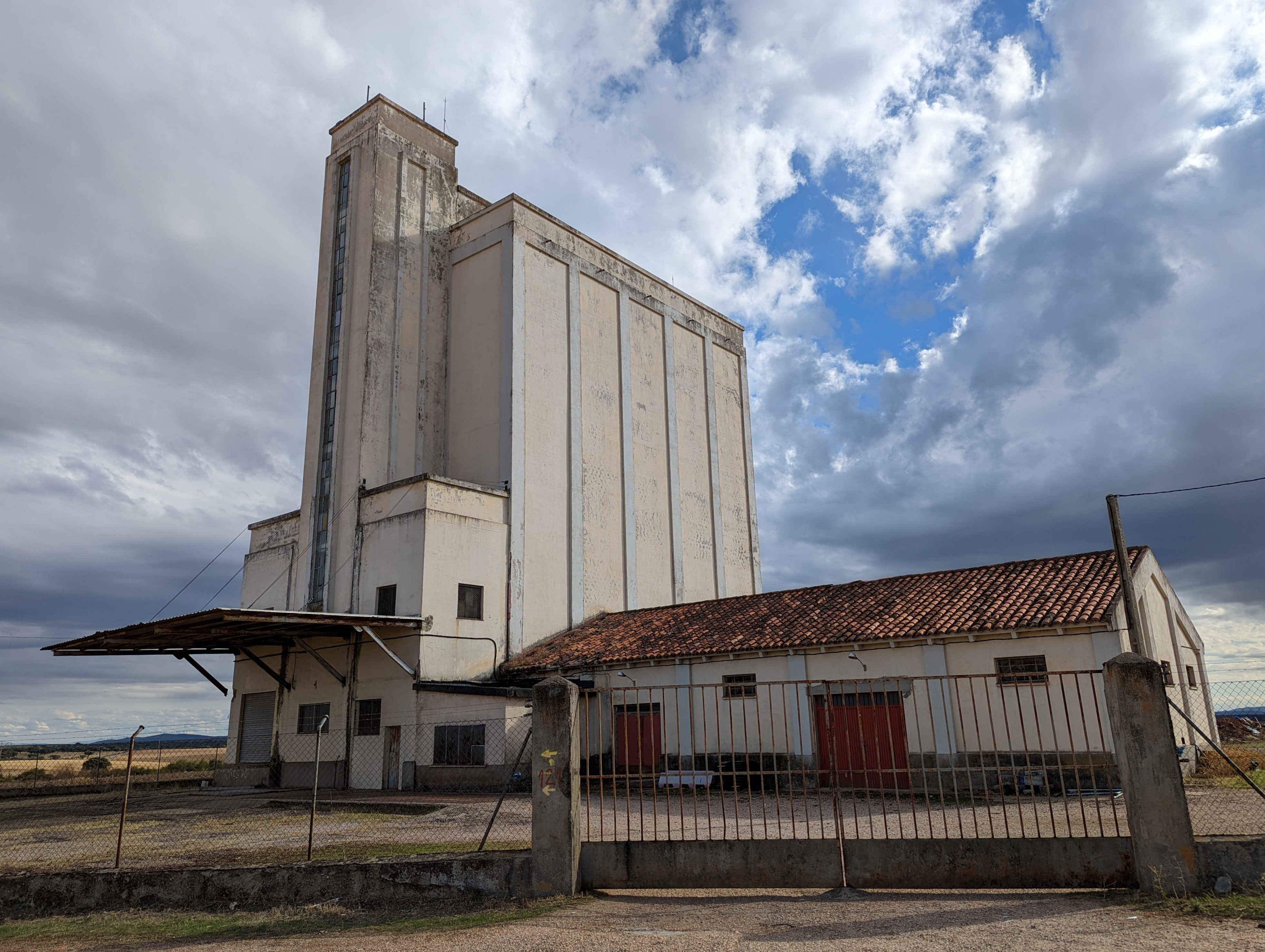
Antiguo silo de cereales

| Gráfica de evolución demográfica de Robliza de Cojos entre 1842 y 2021                                                |
| |
| Población de derecho según los censos de población del INE. Población de hecho según los censos de población del INE. |

### Núcleos de población
El municipio se divide en varios núcleos de población, que poseían la siguiente población en 2015 según el INE.
| Núcleo de población | Población |
| ------------------- | --------- |
| Robliza de Cojos    | 196       |
| San Fernando        | 10        |
| Cojos de Robliza    | 5         |

## Administración y política

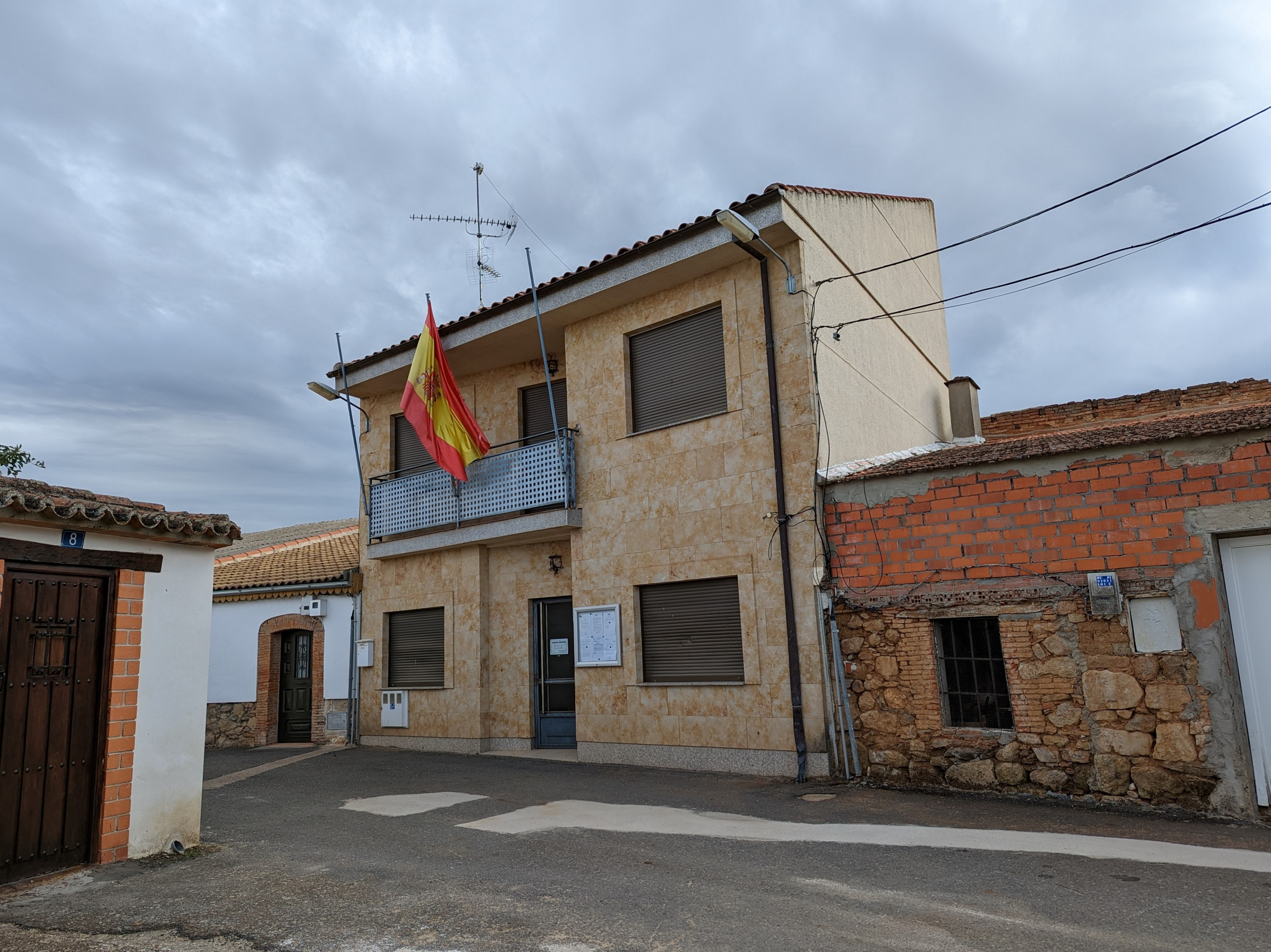
Casa consistorial

| Partido político                              | 2019  | 2019  | 2019       | 2015  | 2015  | 2015       | 2011  | 2011  | 2011       | 2007  | 2007  | 2007       | 2003  | 2003  | 2003       |
| Partido político                              | %     | Votos | Concejales | %     | Votos | Concejales | %     | Votos | Concejales | %     | Votos | Concejales | %     | Votos | Concejales |
| Partido Socialista Obrero Español (PSOE)      | 62,84 | 93    | 4          | 42,28 | 63    | 1          | 10,96 | 16    | 0          | 24,29 | 34    | 1          | 19,87 | 32    | 0          |
| Partido Popular (PP)                          | 31,76 | 47    | 1          | 51,68 | 77    | 4          | 63,01 | 92    | 5          | 67,14 | 94    | 4          | 67,31 | 105   | 4          |
| Coalición SI por Salamanca (SI)               | —     | —     | —          | —     | —     | —          | 14,38 | 21    | 0          | —     | —     | —          | —     | —     | —          |
| Unión del Pueblo Salmantino (UPSa)            | —     | —     | —          | —     | —     | —          | —     | —     | —          | 13,57 | 19    | 0          | 38,46 | 60    | 1          |
| Unidad Regionalista de Castilla y León (URCL) | —     | —     | —          | —     | —     | —          | —     | —     | —          | —     | —     | —          | 1,28  | 2     | 0          |

## Patrimonio

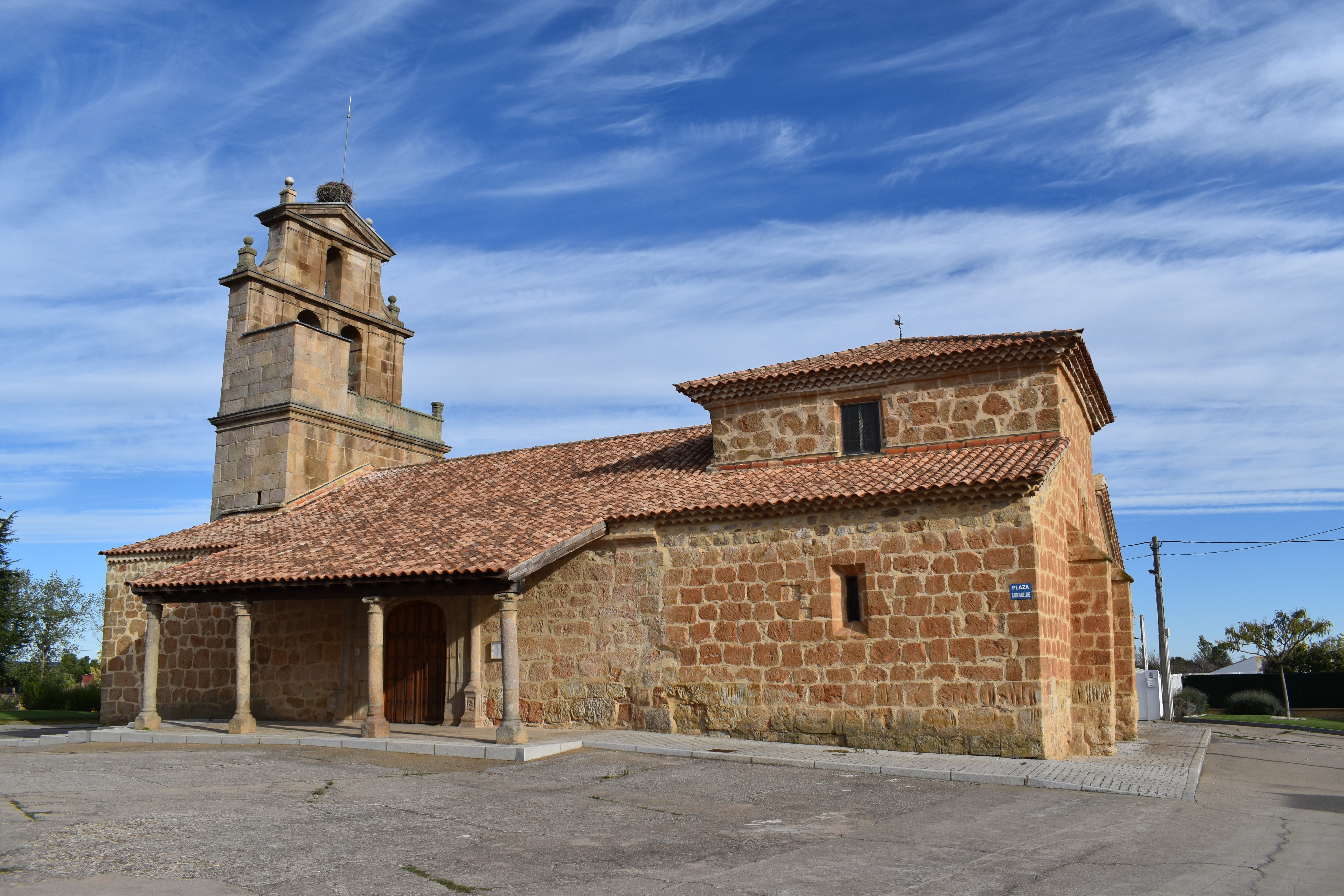
Iglesia

- Iglesia de Santo Domingo de Guzmán.